# Artoteca
Artoteca (dal latino ars, artis = arte e dal greco theke = luogo) (o biblioteca d'arte) è una struttura per la diffusione dell'arte contemporanea dotata di una collezione di opere d'arte originali (dipinti, sculture, ecc.), arricchite ogni anno e prestate gratuitamente a un vasto pubblico (individui, scuole, associazioni, imprese o comunità), alla maniera in cui una biblioteca presta libri e diffonde la lettura.
Supporta anche gli artisti attraverso mostre ed edizioni. L'artroteca è uno strumento culturale per offrire un incontro privilegiato e diretto tra un'opera d'arte e gli individui, incontro supportato da un lavoro di mediazione. Possono essere affiliate a biblioteche pubbliche ma anche ad associazioni artistiche, uffici d'arte o uffici culturali, musei, college, fondazioni o simili.

## Storia
Il servizio è nato alla fine degli anni 50 in alcune biblioteche del Nord Europa.